# Jim Jones

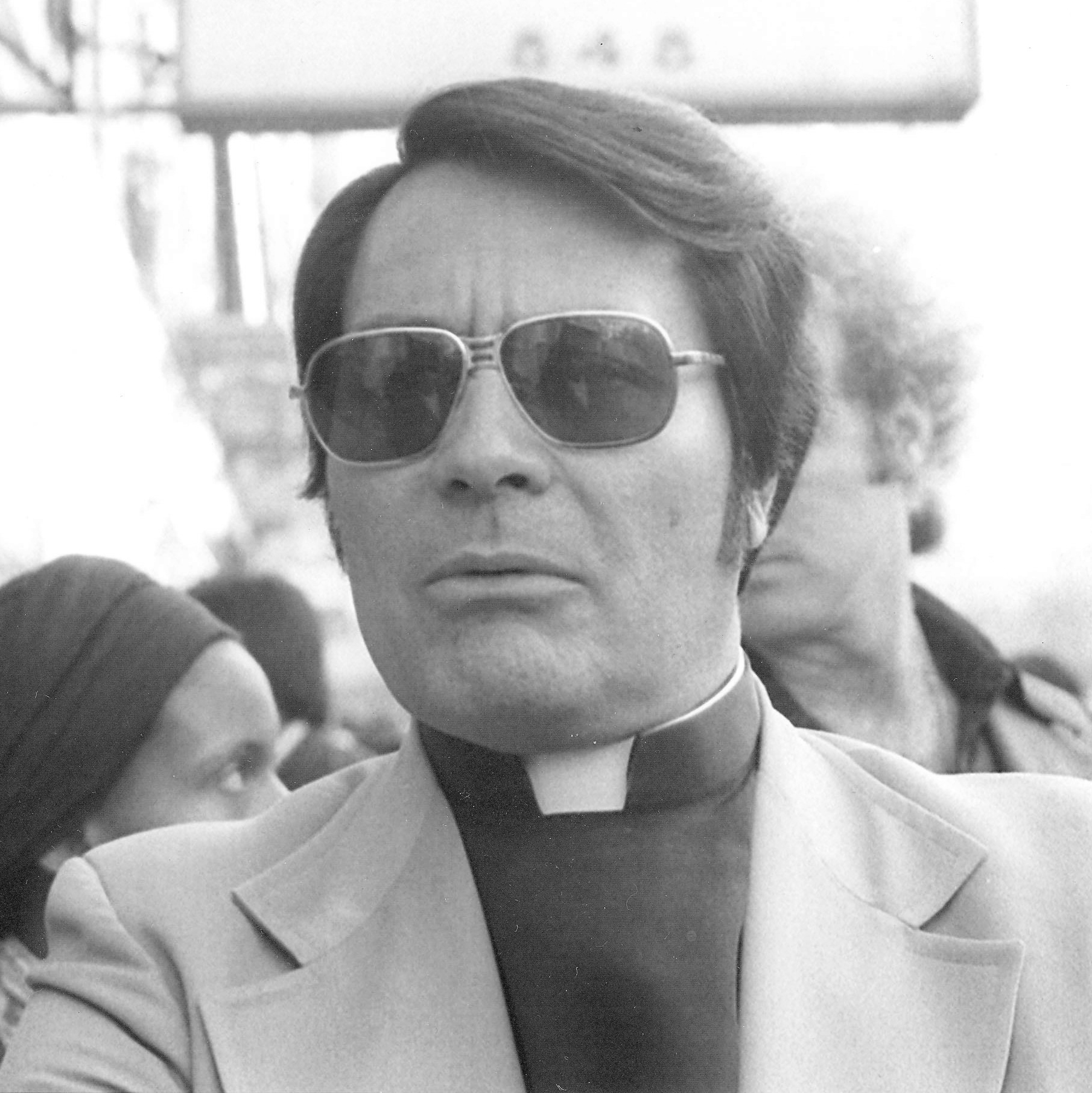
Jim Jones (1977)

James Warren „Jim“ Jones (* 13. Mai 1931 in Crete, Indiana, USA; † 18. November 1978 in Jonestown, Guyana) war ein US-amerikanischer Sektenführer und der Gründer des Peoples Temple. Über 900 seiner Anhänger kamen 1978 bei einem von ihm befohlenen Massenmord bzw. -suizid im Urwald von Guyana zu Tode.

## Leben

### Familie und Kindheit
Jim Jones wuchs als Einzelkind in sehr ärmlichen Verhältnissen im Bauerndorf Lynn auf. Sein Vater war der Kriegsinvalide James Thurman Jones, der im Ersten Weltkrieg aufgrund eines Senfgasangriffs ein schweres Lungenleiden davongetragen hatte, das ihn lebenslang arbeitsunfähig machte. Seine Mutter Lynetta war Fabrik- und Gelegenheitsarbeiterin, die sich und ihre Familie von der kleinstädtischen Gemeinschaft abschottete. Prägend für sie war ein angeblicher Traum, in dem ihre verstorbene Mutter prophezeite, dass sie einen Sohn gebären würde, der alles Unrecht der Welt zurechtrücken würde. Nach der Geburt ihres Sohnes war sie überzeugt davon, dass ihr Sohn ein Messias sein würde.
Nach einem Beinahe-Unglück mit einem Zug nahm ihn eine Nachbarin, Myrtle Kennedy, unter ihre Fittiche. Sie wurde für Jones zu einer Art Ersatzmutter und führte ihn in den Glauben der methodistischen Kirche des Nazareners ein. Erstmals erfuhr er hier eine gefühlsmäßige Zuwendung, die Ordnung und Orientierung in sein bisher weitgehend unstrukturiertes Leben bringen sollte. Er zeigte eine frühe Neigung zum Predigen, blieb aber dennoch immer ein Einzelgänger. Später fand Jim Jones seine Heimat bei der Pfingstbewegung. Anfang der 1950er-Jahre wurde er aus dieser Gemeinschaft ausgeschlossen.
Anfang der 1940er-Jahre trennten sich seine Eltern und Jim zog mit seiner Mutter und deren neuem Lebensgefährten in die nahegelegene Stadt Richmond. Bereits während seiner Oberschuljahre Ende der 1940er-Jahre begann Jim Jones, sich in ausdrücklicher Abgrenzung von seinem Vater für Rassengleichheit einzusetzen. Eine Universitätsausbildung brach er nach kurzer Zeit ab und begann eine Tätigkeit als Pfleger in einem Krankenhaus. Dort lernte er Marceline Baldwin, eine vier Jahre ältere Krankenschwester, kennen, die er 1949 heiratete. Ein damaliger Zimmernachbar sagte später, Marceline sei eine Art Mutterfigur für Jones gewesen. In dem charismatischen schwarzen Prediger Father Divine fand Jones um diese Zeit eine Vaterfigur, die ihm zum Vorbild wurde.

### Prediger und Religionsgründer

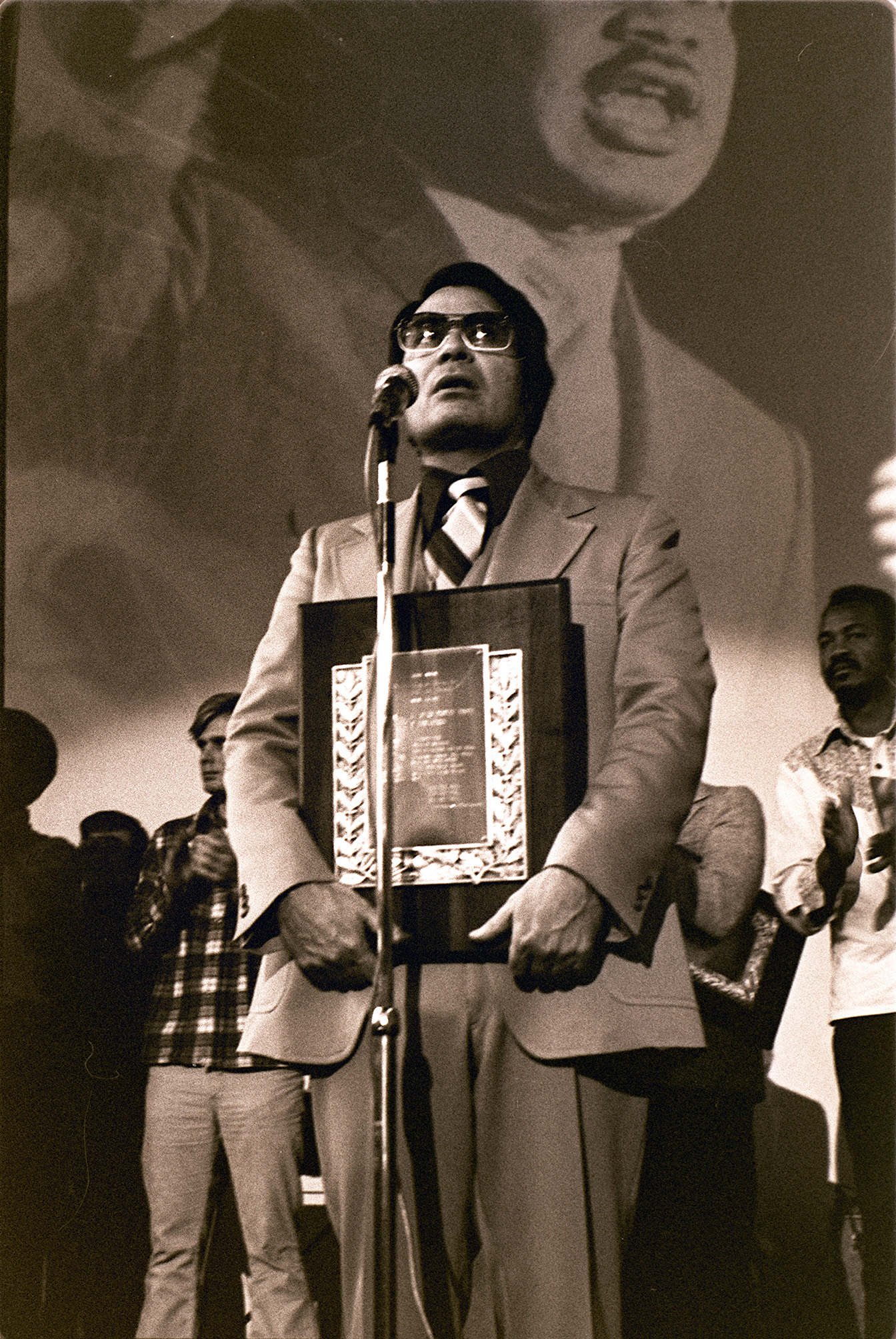
Jim Jones (1977)

1950 zogen Jones und seine Frau nach Indianapolis. Ohne richtig ausgebildet und ordiniert zu sein, übernahm er dort als erst Neunzehnjähriger eine Pfarrstelle in der methodistischen Gemeinde. Er vertrat dort liberale Ansichten über Bürgerrechte und engagierte sich aktiv für die Rassenintegration. Konservative innerhalb der Kirche reagierten darauf mit Anfeindungen – unter anderem wurden tote Tiere in die Kirche geworfen. Wegen dieser Anfeindungen gründete er am 4. April 1955 eine Sekte mit dem Namen Wings of Deliverance, die er ab 1956 Gemeinschafts-Einheits-Kirche (Assembly of God Church) nannte. Während einer im selben Jahr von ihm geleiteten Predigtreihe im Cadle Tabernacle in Indianapolis erhielt er die Unterstützung des als Geistheiler und Prophet auftretenden William Branham. 1956 eröffnete Jim Jones seine eigene Kirche, den Peoples Temple in Indianapolis. Dahinter stand sein Traum von einer vollkommenen Harmonie unter den Rassen innerhalb einer utopischen Gemeinschaft, ohne Hass und ohne Gewalt. Die Theologie des Peoples Temple war höchst synkretistisch. Die Pfingstbewegung wurde mit Elementen der Ideologien von Karl Marx, Father Divine, Josef Stalin, Mahatma Gandhi, Martin Luther King und Fidel Castro verbunden. Jim Jones sprach mit seinen Lehren, einer Mischung aus Sozialismus und christlichem Erlösungsglauben, vor allem Benachteiligte, Bedürftige und Desorientierte an. Seine Anschauungen über Rassenintegration untermauerte er durch die Adoption von sieben Kindern unterschiedlicher Herkunft in seine Familie. Wegen seiner Gesichtszüge und seiner tiefschwarzen Haare entwickelte er später den Mythos, seine Mutter sei eine Indianerin gewesen.
1964 machte Jim Jones seinen Bachelor-Abschluss und wurde offiziell zum Pfarrer der Methodistenkirche ordiniert. 1961 wurde er vom Bürgermeister von Indianapolis zum Leiter der dortigen Menschenrechtskommission ernannt. Angriffe von Befürwortern der Segregation gegen ihn und seine Familie nahmen zu dieser Zeit vor dem Hintergrund der Bürgerrechtsbewegung zu; gleichzeitig wuchs Jones’ Selbstidealisierung, und er erwartete von seinen Anhängern absolute Loyalität. Während eines längeren Aufenthalts in Südamerika, wo er seine Familie vor einem Atomkrieg in Sicherheit bringen wollte, hielt sich Jones 1963 erstmals kurz in Guyana auf.
1963 taufte Jones seine Kirche endgültig in Peoples Temple um und unternahm in der Folge Erweckungsreisen, auf denen er auch zunehmend seine angebliche Fähigkeit zum Gesundbeten praktizierte. 1965 zog er mit etwa 150 treuen Jüngern, darunter vielen Schwarzen, auf eine Farm in dem angeblich atombombensicheren Ort Redwood Valley nahe Ukiah in Kalifornien, 200 km nördlich von San Francisco. Innerhalb kurzer Zeit wuchs die Zahl seiner Anhänger dort auf das Doppelte. Durch soziale Aktivitäten gewann Jones in der Folge in San Francisco und Umgebung dermaßen an Einfluss, dass er 1967 zum Mitglied und Sprecher des Bezirksschwurgerichts (County Grand Jury) berufen wurde. Ende der 1960er-Jahre wurde seine Anhängerschaft auf bis zu 400 Personen geschätzt. In San Francisco gewann die Sekte nicht zuletzt dadurch Zulauf, dass sie in ihrem Zentrum im Fillmore-Bezirk, einem Ghetto der Stadt, kostenlose Gesundheitstests und Kinderbetreuung anbot. Seine Jünger rekrutierten sich überwiegend aus Outcasts der Gesellschaft, Unzufriedenen, Entwurzelten, Versehrten und Idealisten – aus Menschen, denen er aufgrund seiner eigenen Lebensgeschichte nahestand. Seine Gedanken und Reden kreisten zunehmend um das Thema Sexualität. Verwandte von Sektenmitgliedern erhoben um diese Zeit den Vorwurf, Jones würde weibliche Sektenmitglieder verführen und habe mehrere von ihnen geschwängert. Am 13. Dezember 1973 wurde er in Los Angeles vorübergehend inhaftiert, da er einen Undercover-Agenten der Polizei angeblich zu homosexuellen Handlungen in einem Park hatte verleiten wollen.

## Massensuizid
Um sich dem wachsenden Druck zu entziehen, verließen Jones und seine ergebensten Anhänger schließlich das Land und siedelten nach Guyana um, wo sie im Urwald Jonestown gründeten. Hier herrschte Jones unumschränkt. Als eine Delegation des US-Kongresses anreiste, um Vorwürfen nachzugehen, dass dort viele US-Bürger gegen ihren Willen festgehalten und misshandelt würden, veranlasste Jones am 18. November 1978 zunächst einen Mordanschlag auf die Delegation und organisierte anschließend einen Massenmord bzw. -selbstmord, bei dem er, neben über 900 Menschen, auch selbst den Tod fand.
Jones’ Leiche wurde mit einer Schussverletzung an der linken Schläfe vorgefunden. Bis heute ist nicht abschließend geklärt, ob er sich selbst getötet hat. Eine am 15. Dezember 1978 anberaumte und durchgeführte Autopsie der United States Air Force konnte eine mögliche Fremdtötung nicht ausschließen.

## Dokumentationen
Im Dokumentarfilm Jonestown – Todeswahn einer Sekte aus dem Jahre 2006 beschreibt Filmemacher Stanley Nelson die Geschichte von Jim Jones. Mit Original-Bild- und Tonmaterial sowie Zeitzeugengesprächen dokumentiert der Film den totalitären Sektenstaat.
In der Dokumentationsserie How to Become a Cult Leader des Senders Netflix wird unter anderem auf Jones eingegangen.